# Bill de Blasio
Bill de Blasio (rodným jménem Warren Wilhelm, Jr., * 8. května 1961) je americký politik, bývalý starosta New Yorku. Do této funkce byl zvolen ve volbách v 5. listopadu 2013 vítězstvím nad protikandidátem Joe Lhotou. Do úřadu nastoupil 1. ledna 2014, opustil jej s koncem roku 2021, kdy jej nahradil Eric Adams. Byl prvním starostou z řad demokratů po dvaceti letech vlády republikánských starostů Rudyho Giulianiho a Michaela Bloomberga.
Mezi lety 2010 a 2013 pracoval jako ombudsman (Public Advocate) města New York.
Za manželku si vzal černošku Chirlane McCray v roce 1994. Mají dvě děti, Danta a Chiaru. Obě navštěvovaly nebo navštěvují veřejné školy.

## Politické působení
De Blasio je Demokratem. Je velmi liberální (nová levice).[zdroj?]
De Blasio chce zmírnit razantní boj proti kriminalitě svých dvou předchůdců. Vadí mu např. kontroverzní program Stop and Frisk, který podle něj diskriminuje Afroameričany a Hispánce.
Přestože důležitou součástí jeho programu je boj s současnými klimatickými změnami, je často kritizován pro nedostatek reálné aktivity především ve vztahu k problematice newyorské dopravy, která je považována ve vztahu k životnímu prostředí. De Blasio nicméně s určitými relativně zásadními změnami v uspořádání dopravy, které zlepšují podmínky pro spíše upozaďovanou cyklistickou a hromadnou (především autobusovou) dopravu.
Byl starostou v době, kdy New York stal jedním z prvních nejvíce zasažených ohnisek nákazy v USA v rámci globální pandemie covidu-19.